# Карлзбад (заказник)
Карлзбад — гідрологічний заказник місцевого значення. Об'єкт розташований на території Лисянського району Черкаської області, смт Лисянка, правий берег річки Гнилий Тікич.
Площа — 1,5 га, статус отриманий у 2000 році.
Охороняється система підземних джерел, що мають цілющі властивості.